# Nitro Snowboards
Nitro Snowboards är ett amerikanskt snowboardmärke. Företaget tillverkar och marknadsför bland annat brädor, bindningar och kläder.